# Мартинова чука
Мартинова чука е третият по височина връх на Чипровска планина, дял от Западна Стара планина.

## Местоположение
Намира се западно от село Мартиново, на българо-сръбската граница. Мартинова чука е най-високият връх в община Чипровци, Област Монтана. Чуката е полегнала на старопланинското било, ориентирана в посока изток-запад, като котата на върха е на границата между Област Монтана и Област Видин. От Мартинова чука се разкриват обширни панорамни гледки. В югоизточна посока се открояват върховете: Голема чука, Вража глава, Три чуки, Копрен и Ком. В източна, към долината на река Огоста, село Мартиново, град Чипровци, с. Железна и язовир Огоста, Монтана. В западна посока могъщо извива снага масивът на връх Миджур (2168 м) – първенецът на Западна Стара планина. На северозапад се откроява острият силует на Обов връх (2033 м) – вторият по височина връх в Чипровска планина. На север, гледката следва билно разклонение, което достига до връх Горно Язово (1573 м) – първенец на Язова планина.

## Име
Мартинова чука носи името на известния с подвизите си в региона хайдутин Мартин.

## Туризъм
- Върхът се намира в гранична зона и за посещението му е необходимо разрешение от РДГП Драгоман!

### Маршрути
Мартинова чука – Миджур, около 2 часа; Мартинова чука – Копрен, около 7 часа; Мартинова чука – Горно Язово, около 2 часа
Изходни пунктове
- село Мартиново – разположено в живописна котловина по поречието на Огоста, на 4 км северозападно от гр. Чипровци, на около 39 км западно от гр. Монтана и 135 км северозападно от гр. София. От селото до върха (3 – 4 часа) води път, който следва поречието на река Найденица, пресичайки я на няколко места. Следва изкачване към връх Гола глава и заслон „Мартиница“. От заслона се продължава по билото на Найденички рът и за около половин час се достига подножието на Мартинова чука.

## Любопитно
- По пътя от заслон „Мартиница“ към Мартинова чука, на 40 – 50 метра вдясно, съществува стар римски път.[2][3] Той е покрит с каменна настилка, но е обрасъл с буйната растителност и трудно може да се открие.
- В подножието на Мартинова чука се намира голям извор – „Гърдавац“, захранващ р. Найденица, която се приема за начало на р. Огоста.[4]

## Галерия
- Мартинова чука, поглед от запад
- Мартинова чука и Вандина чука (в близък план)
- Сукулентни растения на Мартинова чука, Алпийска роза
- Гледка от Мартинова чука в северна посока, към Язова планина

## Топографски карти
- Лист от карта K-34-22. Мащаб: 1 : 100 000.
- K-34-022-3